# チエンダーオ郡
座標: 北緯19度21分58秒 東経98度57分51秒 / 北緯19.36611度 東経98.96417度
チエンダーオ郡（チエンダーオぐん）はタイ北部・チエンマイ県の郡（アムプー）である。

## 名称
チエンダーオとは「星の町」という意味である。

## 歴史
チエンダーオの起源はわかっていない。しかし、『チエンマイ年代記』などの記録には、ハリプンチャイ王国の残党であるパヤー・ブークを一掃したマンラーイ王の息子、チャイヤソンクラームにチエンダーオを治めさせ、チャイヤソンクラームはそこに宮殿を築き、住んだとある。
その後、幾多の戦争を繰り返し荒廃と再建を繰り返したと考えられている。
1909年、ラーマ5世（チュラーロンコーン）の治世にはチャクリー改革により、地方統治制度改革があり郡が設置され、チャオ・ラーチャブット・ナ・チエンマイが最初の郡長に任命された。

## 地理
市街地はピン川が形成した平地にある。郡内の主な河川も同河川である。北と東西を山岳地帯に囲まれている。市街地から西に数キロの所にシーラーンナー国立公園がある。また、パー・デーン国立公園もある。
交通は国道107号線が南北に通っており、北にファーン方面、南にチエンマイ方面とつながっている。国道、1322号線および、1178号線が東に延びておりウィエンヘーン方面と通じる。また、国道1150号線が東に延びており、プラーオ方面と通じる。

## 経済
郡内の主な産業は農業である。主な生産品は、コメ、リュウガン、ダイズ、ニンニク、ザボン、ポンカン、マンゴー、ハクサイ、キャベツなどである。

## 行政区分
郡は7のタムボンに分かれ、さらにその下位に91の村（ムーバーン）がある。自治体（テーサバーン）があり以下のようになっている。
- テーサバーンタムボン・チエンダーオ・・・タムボン・チエンダーオの一部
- テーサバーンタムボン・ムアンガーイ・・・タムボン・ムアンガーイの一部

また郡内には7のタムボン行政体（オンカーンボーリハーンスワンタムボン）がある。
1. タムボン・チエンダーオ・・・ตำบลเชียงดาว
2. タムボン・ムアンナ・・・ตำบลเมืองนะ
3. タムボン・ムアンガーイ・・・ตำบลเมืองงาย
4. タムボン・メーナ・・・ตำบลแม่นะ
5. タムボン・ムアンコーン・・・ตำบลเมืองคอง
6. タムボン・ピンコーン・・・ตำบลปิงโค้ง
7. タムボン・トゥンカーオプワン・・・ตำบลทุ่งข้าวพวง